# 安東尼 (堪薩斯州)
安东尼（Anthony）是美国堪萨斯州哈珀县的一个城市，也是哈珀县的县城。根據2020年美國人口普查，當地人口为2,108 人。 安东尼建于1878年，名字來自於第七任堪萨斯州州长乔治·T·安东尼。 